# 監査委員
地方自治法における監査委員（かんさいいん）は、普通地方公共団体の財務や事業について監査を行う執行機関である。
監査委員は複数置かれるが、合議制でなく、委員一人一人の独任制であるため、監査委員会とは言わない。
監査委員の人事、職務等については、地方自治法第7章第3節第5款（第195条から第202条）に次のとおり定められている。なお、本項において地方自治法を引用する場合は、条数のみ記載する。

## 設置及び定数
普通地方公共団体に監査委員を置く（第195条第1項）。
監査委員の定数は、都道府県及び政令で定める市にあっては4人とし、その他の市及び町村にあっては2人とする。ただし、条例でその定数を増加することができる（第195条第2項）。

## 人事

### 選任及び兼職の禁止

#### 選任
監査委員は、普通地方公共団体の長が、議会の同意を得て、人格が高潔で、普通地方公共団体の財務管理、事業の経営管理その他行政運営に関し優れた識見を有する者（議員である者を除く。以下本項において「識見を有する者」という。）及び議員のうちから、これを選任する。ただし、条例で議員のうちから監査委員を選任しないことができる（第196条第1項）。
識見を有する者のうちから選任される監査委員の数が2人以上である普通地方公共団体にあっては、少なくともその数から1を減じた人数以上は、当該普通地方公共団体の職員であって政令で定めるものでなかったものでなければならない（第196条第2項）。
識見を有する者のうちから選任される監査委員は、常勤とすることができる（第196条第4項）。
都道府県及び政令で定める市にあっては、識見を有する者のうちから選任される監査委員のうち少なくとも1人以上は、常勤としなければならない（第196条第5項）。
議員のうちから選任される監査委員の数は、都道府県及び第195条第2項の政令で定める市にあっては2人又は1人、その他の市及び町村にあっては1人とする（第196条第6項）。

#### 兼職の禁止
監査委員は、地方公共団体の常勤の職員及び短時間勤務職員と兼ねることができない（第196条第3項）。
また、監査委員は、衆議院議員及び参議院議員並びに検察官、警察官、収税官吏及び普通地方公共団体における公安委員会の委員と兼ねることができない（第201条、第141条第1項、第166条第1項）。

### 任期
監査委員の任期は、識見を有する者のうちから選任される者にあっては4年とし、議員のうちから選任される者にあっては議員の任期による。ただし、後任者が選任されるまでの間は、その職務を行なうことを妨げない（第197条第1項）。

### 罷免
普通地方公共団体の長は、監査委員が心身の故障のため職務の遂行に堪えないと認めるとき、又は監査委員に職務上の義務違反その他監査委員に適しない非行があると認めるときは、議会の同意を得て、これを罷免することができる。この場合においては、議会の常任委員会又は特別委員会において公聴会を開かなければならない（第197条の2第1項）。
監査委員は、前項の規定による場合を除くほか、その意に反して罷免されることがない（第197条の2第2項）。

### 退職
監査委員は、退職しようとするときは、普通地方公共団体の長の承認を得なければならない（第198条）。

### 就職禁止・失職

#### 親族の就職禁止・失職
普通地方公共団体の長又は副知事若しくは副市町村長と親子、夫婦又は兄弟姉妹の関係にある者は、監査委員となることができない（第198条の2第1項）。
監査委員は、前項に規定する関係が生じたときは、その職を失う（第198条の2第2項）。
監査委員と親子、夫婦又は兄弟姉妹の関係にある者は、会計管理者となることができず、会計管理者は、この関係が生じたときは、その職を失う（第169条第1項及び第2項）。
また、教育長及び教育委員会の委員は、監査委員と兼ねることができない（地方教育行政の組織及び運営に関する法律第6条）。

#### 解職請求（リコール）による失職
選挙権を有する者は、政令の定めるところにより、その総数の3分の1以上の者の連署をもって、その代表者から、普通地方公共団体の長に対し、監査委員の解職の請求をすることができる（第86条第1項）。
前項の請求があったときは、当該普通地方公共団体の長は、直ちに請求の要旨を公表しなければならない（第86条第2項）。
第一項の請求があったときは、当該普通地方公共団体の長は、これを議会に付議し、その結果を同項の代表者及び関係者に通知し、かつ、これを公表しなければならない（第86条第3項）。
監査委員は、86条第3項の場合において、当該普通地方公共団体の議会の議員の3分の2以上の者が出席し、その4分の3以上の者の同意があったときは、その職を失う（第87条）。
なお、監査委員の解職の請求は、その就職の日から6か月間及び86条第3項の規定による議会の議決の日から6か月間は、これをすることができない（第88条第2項）。

#### その他の事由による就職禁止等
公職選挙法第11条第1項（選挙権及び被選挙権を有しない者）又は第11条の2（被選挙権を有しない者）の規定に該当する者は、監査委員となることができない（第201条、第164条第1項）。
監査委員は、公職選挙法第11条第1項の規定に該当するに至ったときは、その職を失う（第201条、第164条第2項）。

### 服務
監査委員は、その職務を遂行するに当たっては、法令に特別の定めがある場合を除くほか、監査基準に従い、常に公正不偏の態度を保持して、監査等をしなければならない（第198条の3第1項）。
監査委員は、職務上知り得た秘密を漏らしてはならない。その職を退いた後も、同様とする（第198条の3第2項）。

## 監査基準の策定等

### 監査基準の意義
地方自治法における監査基準とは、法令の規定により監査委員が行うこととされている監査、検査、審査その他の行為（以下「監査等」という。）の適切かつ有効な実施を図るための基準をいう（第198条の3第1項）。

### 策定及び変更
監査基準は、監査委員の合議により定めるものとする（第198条の4第1項及び第2項）。
監査委員は、監査基準を定めたときは、直ちに、これを普通地方公共団体の議会、長、教育委員会、選挙管理委員会、人事委員会又は公平委員会、公安委員会、労働委員会、農業委員会その他法律に基づく委員会及び委員に通知するとともに、これを公表しなければならない（第198条の4第3項）。
第198条の4第2項及び第3項の規定は、監査基準の変更について準用する（第198条の4第4項）。

### 監査基準の策定又は変更についての総務大臣の指針
総務大臣は、普通地方公共団体に対し、監査基準の策定又は変更について、指針を示すとともに、必要な助言を行うものとする（第198条の4第5項）。

## 職務権限
監査委員は、以下の監査等を行う。

### 監査委員が必ず行う監査等
定期監査（第199条第1項及び第4項）
監査委員は、普通地方公共団体の財務に関する事務の執行及び普通地方公共団体の経営に係る事業の管理を監査し、これらの監査は、毎会計年度少なくとも1回以上期日を定めてこれをしなければならない。
決算審査（第233条第2項、地方公営企業法第30条第2項）
普通地方公共団体の長は、決算及び証書類その他政令で定める書類を監査委員の審査に付さなければならない。
地方公共団体の長は、地方公営企業の決算及び証書類、当該年度の事業報告書及び政令で定めるその他の書類を監査委員の審査に付さなければならない。
例月出納検査（第235条の2第1項及び第3項）
普通地方公共団体の現金の出納は、毎月例日を定めて監査委員がこれを検査しなければならず、監査委員は、検査の結果に関する報告を普通地方公共団体の議会及び長に提出しなければならない。
基金の運用状況の審査（第241条第5項）
第241条第1項の規定により特定の目的のために定額の資金を運用するための基金を設けた場合においては、普通地方公共団体の長は、毎会計年度、その運用の状況を示す書類を作成し、これを監査委員の審査に付さなければならない。
健全化判断比率の審査（地方公共団体の財政の健全化に関する法律第3条第1項）
地方公共団体の長は、毎年度、前年度の決算の提出を受けた後、速やかに、実質赤字比率、連結実質赤字比率、実質公債費比率及び将来負担比率（以下「健全化判断比率」という。）並びにその算定の基礎となる事項を記載した書類を監査委員の審査に付し、その意見を付けて当該健全化判断比率を議会に報告するとともに、当該健全化判断比率を公表しなければならない。
資金不足比率の審査（地方公共団体の財政の健全化に関する法律第22条第1項）
公営企業を経営する地方公共団体の長は、毎年度、当該公営企業の前年度の決算の提出を受けた後、速やかに、資金不足比率及びその算定の基礎となる事項を記載した書類を監査委員の審査に付し、その意見を付けて当該資金不足比率を議会に報告し、かつ、当該資金不足比率を公表しなければならない。

### 監査委員が任意に、又は長等の請求により行う監査等
随時監査（第199条第1項及び第5項）
監査委員は、定期監査を行う場合のほか、必要があると認めるときは、いつでも普通地方公共団体の財務に関する事務の執行及び普通地方公共団体の経営に係る事業の管理をすることができる。
行政監査（第199条第2項）
監査委員は、必要があると認めるときは、普通地方公共団体の事務の執行について監査をすることができる。この場合において、当該監査の実施に関し必要な事項は、政令で定める。
財政援助団体等の監査（第199条第7項）
監査委員は、必要があると認めるとき、又は普通地方公共団体の長の要求があるときは、当該普通地方公共団体が補助金、交付金、負担金、貸付金、損失補償、利子補給その他の財政的援助を与えているものの出納その他の事務の執行で当該財政的援助に係るものを監査することができる。
当該普通地方公共団体が出資しているもので政令で定めるもの、当該普通地方公共団体が借入金の元金又は利子の支払を保証しているもの、当該普通地方公共団体が受益権を有する信託で政令で定めるものの受託者及び当該普通地方公共団体が第244条の2第3項の規定に基づき公の施設の管理を行わせているものについても、同様とする。
指定金融機関等の監査（第235条の2第2項、地方公営企業法第27条の2第1項）
監査委員は、必要があると認めるとき、又は普通地方公共団体の長の要求があるときは、第235条の規定により指定された金融機関が取り扱う当該普通地方公共団体の公金の収納又は支払の事務について監査することができる。
監査委員は、必要があると認めるとき、又は管理者の要求があるときは、前条の規定により指定された金融機関が取り扱う地方公営企業の業務に係る公金の収納又は支払の事務について監査することができる。
事務監査請求による監査（第75条、第98条、第199条第6項）
（住民による請求）選挙権を有する者は、政令で定めるところにより、その総数の50分の1以上の者の連署をもって、その代表者から、普通地方公共団体の監査委員に対し、当該普通地方公共団体の事務の執行に関し、監査の請求をすることができる。
（議会による請求）議会は、監査委員に対し、当該普通地方公共団体の事務に関する監査を求め、監査の結果に関する報告を請求することができる。この場合において、当該監査の実施に関し必要な事項は、政令で定める。
（長による請求）監査委員は、当該普通地方公共団体の長から当該普通地方公共団体の事務の執行に関し監査の要求があったときは、その要求に係る事項について監査をしなければならない。
住民監査請求による監査（第242条）
普通地方公共団体の住民は、当該普通地方公共団体の長若しくは委員会若しくは委員又は当該普通地方公共団体の職員について、違法若しくは不当な公金の支出、財産の取得、管理若しくは処分、契約の締結若しくは履行若しくは債務その他の義務の負担がある（当該行為がなされることが相当の確実さをもつて予測される場合を含む。）と認めるとき、又は違法若しくは不当に公金の賦課若しくは徴収若しくは財産の管理を怠る事実（以下「怠る事実」という。）があると認めるときは、これらを証する書面を添え、監査委員に対し、監査を求め、当該行為を防止し、若しくは是正し、若しくは当該怠る事実を改め、又は当該行為若しくは怠る事実によって当該普通地方公共団体の被った損害を補填するために必要な措置を講ずべきことを請求することができる。
職員の賠償責任監査 （第243条の2第3項）
普通地方公共団体の長は、第243条の2第1項の職員が同項に規定する行為により当該普通地方公共団体に損害を与えたと認めるときは、監査委員に対し、その事実があるかどうかを監査し、賠償責任の有無及び賠償額を決定することを求め、その決定に基づき、期限を定めて賠償を命じなければならない。

## 監査執行上の除斥
監査委員は、自己若しくは父母、祖父母、配偶者、子、孫若しくは兄弟姉妹の一身上に関する事件又は自己若しくはこれらの者の従事する業務に直接の利害関係のある事件については、監査することができない（第199条の2）。

## 代表監査委員
監査委員は、識見を有する者のうちから選任される監査委員の1人（監査委員の定数が2人の場合において、そのうち1人が議員のうちから選任される監査委員であるときは、識見を有する者のうちから選任される監査委員）を代表監査委員としなければならない（第199条の3第1項）。
代表監査委員は、監査委員に関する庶務及び次項又は第242条の3第5項に規定する訴訟に関する事務を処理する（第199条の3第2項）。
代表監査委員又は監査委員の処分又は裁決に係る普通地方公共団体を被告とする訴訟については、代表監査委員が当該普通地方公共団体を代表する（第199条の3第3項）。
代表監査委員に事故があるとき、又は代表監査委員が欠けたときは、監査委員の定数が3人以上の場合には代表監査委員の指定する監査委員が、2人の場合には他の監査委員がその職務を代理する（第199条の3第4項）。

## 事務局の設置等
都道府県の監査委員には必ず事務局を置かねばならず、市町村の監査委員には条例の定めるところにより、事務局を置くことができる（第200条第1項及び第2項）。
監査委員事務局には事務局長、書記その他の職員を置き、事務局を置かない市町村の監査委員の事務を補助させるため書記その他の職員を置く（第200条第3項及び第4項）。
事務局長、書記その他の職員は、代表監査委員がこれを任免する（第200条第5項）。

## 監査専門委員
監査委員に常設又は臨時の監査専門委員を置くことができ、監査専門委員は、専門の学識経験を有する者の中から、代表監査委員が、代表監査委員以外の監査委員の意見を聴いて、これを選任する（第200条の2第1項及び第2項）。
監査専門委員は、監査委員の委託を受け、その権限に属する事務に関し必要な事項を調査する（第200条の2第3項）。

## 包括外部監査人との関係
監査委員は、包括外部監査人が、監査のため必要があると認めるときは、協議して、関係人の出頭を求め、若しくは関係人について調査し、若しくは関係人の帳簿、書類その他の記録の提出を求め、又は学識経験を有する者等から意見を聴かせることができる(第252条の38)。